# This Is Hardcore
This Is Hardcore — шостий студійний альбом британського рок-гурту Pulp, що вийшов у 1998 році. «This is Hardcore» дебютував на 1-му місці британського хіт-параду і не залишав список найпопулярніших альбомів країни протягом 21 тижня.

## Список пісень
1. The Fear (5:35)
2. Dishes (3:30)
3. Party Hard (4:01)
4. Help The Aged (4:27)
5. This Is Hardcore (6:25)
6. TV Movie (3:25)
7. A Little Soul (3:20)
8. I'm A Man (4:59)
9. Seductive Barry (8:31)
10. Sylvia (5:44)
11. Glory Days (4:55)
12. The Day After The Revolution (5:52)

## Сертифікації
| Регіон                                             | Сертифікація | Продажі  |
| -------------------------------------------------- | ------------ | -------- |
| Велика Британія (BPI)                              | Золотий      | 100 000^ |
| ^відвантаження, що базуються лише на сертифікаціях |              |          |